# Dendrobium polycladium
Dendrobium polycladium är en orkidéart som beskrevs av Heinrich Gustav Reichenbach. Dendrobium polycladium ingår i släktet Dendrobium, och familjen orkidéer.
Artens utbredningsområde är Nya Kaledonien.

## Underarter
Arten delas in i följande underarter:
- D. p. atractoglossum
- D. p. polycladium